# バークシャー郡 (マサチューセッツ州)

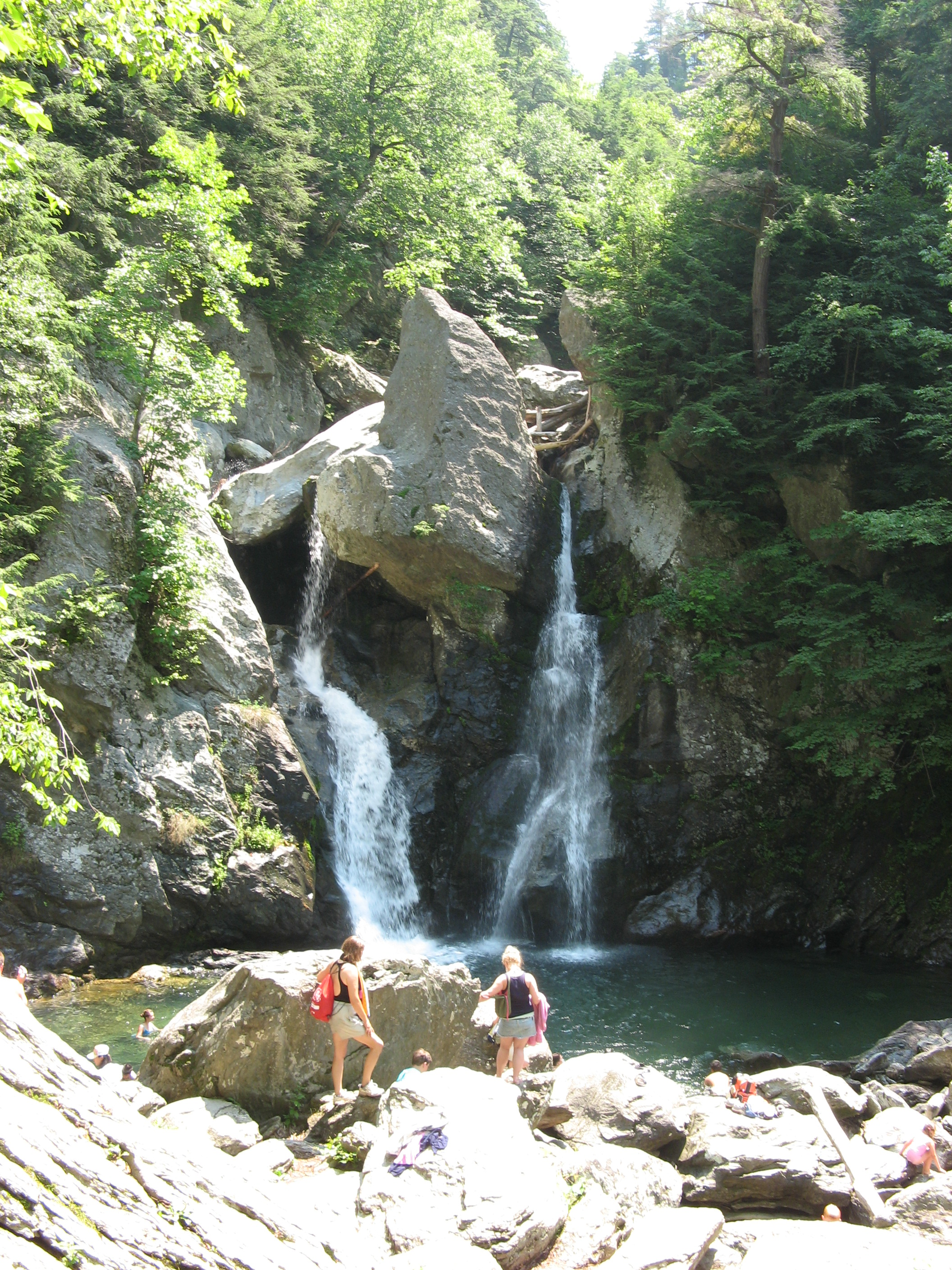
アパラチア山脈バークシャーヒルズにあるバッシュビッシュ滝

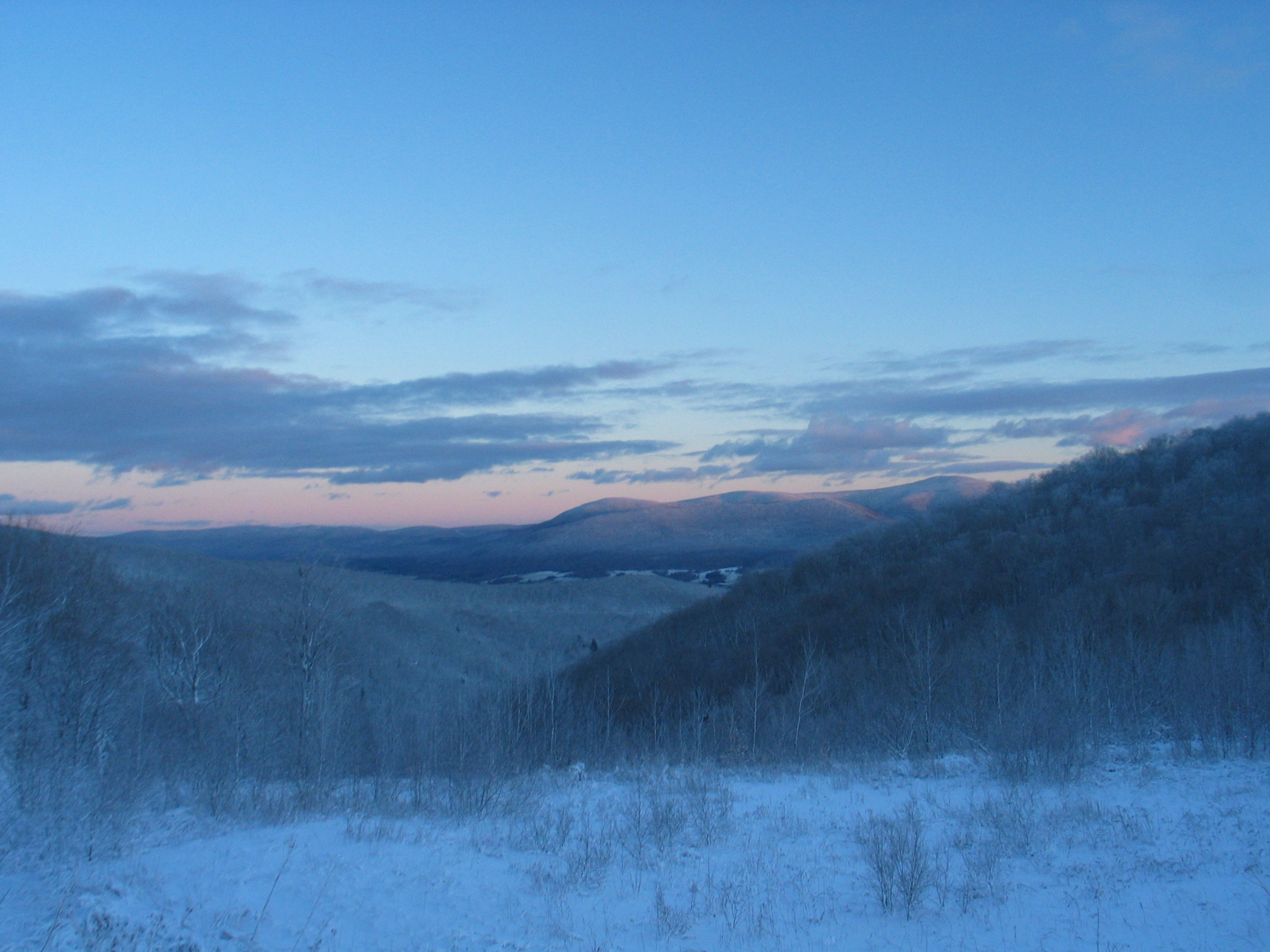
バークシャーヒルズの冬

バークシャー郡（英: Berkshire County）は、アメリカ合衆国東部のマサチューセッツ州の最西部に位置する郡である。人口は12万9026人（2020年）。バークシャー郡の郡政府と郡庁所在地は1998年に廃止された。それまでの郡庁所在地はピッツフィールドであり、同郡で人口最大の都市である。バークシャーヒルズが郡の中央にあり、郡自体が「ザ・バークシャー」と呼ばれることが多い。

## 歴史
バークシャー郡となった地域にはモヒカン族インディアンが住んでいた。18世紀初期にヨーロッパ人開拓者達が入ってくるようになり、農園を作り家を建て始めた。1724年4月25日、イングランド人がインディアンに460ポンド、リンゴ酒3樽、ラム酒30クオート（約30リットル）を払い、現在のバークシャー郡を手に入れた。この取引には現在のシェフィールド、ストックブリッジ、リッチモンド、レノックスの町が入っていなかったが、その後様々な機会にイングランド人の領土に変えられていった。
バークシャー郡は1760年までハンプシャー郡に含まれていたが、この年に分離設立された。
19世紀、郡内の多くの町は国内の上層階級が「コテージ」と呼ぶ家を建設して人気が出た。20世紀に入ると、所得税の導入、第一次世界大戦、世界恐慌と続いて、金ぴか時代が終わりを告げた。20世紀の間にコテージの幾つかは朽ち果てるか燃えるかしたが、学校、歴史史跡、あるいはベッド・アンド・ブレックファストの宿屋として生き残ったものもあった。
今日のバークシャー郡は、ボストン交響楽団の夏の家として、東海岸や国内に知られている。タングルウッド音楽祭やノーマン・ロックウェル美術館、マスMOCA、ハンコック・シェイカー・ビレッジ等が知られる。

## 郡政府と政治
バークシャー郡は郡政府を廃止し、歴史上の地域としてのみ存在する州内8郡の1つである。元の郡政府の機能は2000年に州機関に引き継がれた。保安官など特別の任務を持った役職者は地元の選挙で選ばれ、郡内で任務を遂行しているが、郡政委員会などの組織は無い。しかし、自治体はサービスを共有するために独自の地域協定を結ぶことが認められている。郡内にある町はバークシャー地域企画委員会と呼ばれる地域協定を結成してきた。
郡内には土地所有権登記地区が3つある。
- バークシャー北部地区はアダムズにあり、ノースアダムズ市と、10の町の記録を保管している。
- バークシャー中部地区はピッツフィールドにあり、ピッツバーグ市と11の町の記録を保管している。
- バークシャー南部地区はグレートバーリントンにあり、9の町の記録を保管している。

| 民主党 | 33,293 | 37.63% |
| 共和党 | 8,420  | 9.52%  |
| 無党派 | 46,089 | 51.52% |
| 少数党 | 669    | 0.76%  |
| 合計   | 88,471 | 100%   |

バークシャー郡は、州西部の大半を構成する主に田園部のアメリカ合衆国下院議員マサチューセッツ州第1選挙区内にある。
マサチューセッツ州議会は「ジェネラル・コート」と呼ばれる。この名称は植民地時代のものを引き継いだものである。当時はジェネラル・コートが司法も担当していた。1780年にマサチューセッツ州憲法が採択されるまで、「グレート・アンド・ジェネラル・コート」と呼ばれていたが、憲法起草者のジョン・アダムズが公式名を短縮し、共和制の単純さを表現するものにした。憲法によって両院制が採用された。上院は40名、下院は160名が定数である。
バークシャー郡には下院議員を選ぶ4つの選挙区がある。
- 第1区 - 郡内のアダムズ町など6市町とフランクリン郡の5町を含む
- 第2区 - 郡内のベケット町など11町とピッツフィールド市（部分）、フランクリン郡の7町、ハンプシャー郡の3町を含む
- 第3区 - ピッツフィールド市の大部分を含む
- 第4区 - 郡内のアルフォード町など14町とピッツフィールド市（部分）、ハンプデン郡の3町を含む

マサチューセッツ州上院議員では第1選挙区に入っている。この区にはバークシャー郡全郡とハンプシャー郡およびフランクリン郡の一部が含まれている。
マサチューセッツ州知事委員会、別名行政委員会は地区から選ばれた8人の委員と副知事で構成されている。委員の任期は2年間である。バークシャー郡は第8地区に属している。
この委員会は州会議事堂の州知事室隣にある会議室で毎週水曜日の午後に開催され、州財政からの支出、刑法犯の恩赦と減刑、知事任命職（判事、公証人、治安判事など）の承認を行う。

### 政治
| 年     | 民主党       | 共和党       |
| ------ | ------------ | ------------ |
| 2012年 | 75.8% 48,596 | 22.2% 14,209 |
| 2008年 | 74.9% 49,558 | 22.5% 14,876 |
| 2004年 | 73.1% 47,743 | 25.7% 16,806 |
| 2000年 | 63.9% 37,934 | 26.6% 15,805 |

過去2回のアメリカ合衆国大統領選挙で、バークシャー郡はサフォーク郡に次いで民主党支持率が第2位になった。サフォーク郡はボストン市がある郡である。2004年では、マサチューセッツ州出身の民主党候補ジョン・ケリーが、共和党現職大統領のジョージ・W・ブッシュに対して47.4%の大差をつけて郡を制し、州全体でも25.2%の差を付けた。2008年では、民主党バラク・オバマが共和党ジョン・マケインに対して52.4%の差で郡を制し、州全体でも25.8%の差を付けた。さらに2012年では、オバマが53.6%と差を広げた。

## 地理
アメリカ合衆国国勢調査局に拠れば、郡域全面積は946.27平方マイル (2,450.8 km2)であり、このうち陸地931.32平方マイル (2,412.1 km2)、水域は14.95平方マイル (38.7 km2)で水域率は1.58%である。郡内最高地点は州内の最高地点でもあるグレイロック山であり、標高は 3,492 フィート (1,064 m) である。
バークシャー郡は3つの州と境を接しており、このような郡は他にウースター郡があるだけである。この両郡はマサチューセッツ州の北州境と南州境の双方に接している。
郡内を南北に走る山脈が2つあり、東部のバークシャーヒルズに属するフーサック山地と、西部のタコニック山地である。これらの山地はその美しさを誇り、郡の性格を作り上げている。低地の暑熱を逃れる観光客や夏の住人を惹き付けている。

### 隣接する郡
- ベニントン郡 (バーモント州) - 北
- フランクリン郡 - 北東
- ハンプシャー郡 - 東
- ハンプデン郡 - 南東
- リッチフィールド郡 (コネチカット州) - 南
- ダッチェス郡 (ニューヨーク州) - 南西
- コロンビア郡 (ニューヨーク州) - 西
- レンセリア郡 (ニューヨーク州) - 北西

南西部境界にあるニューヨーク州ダッチェス郡との州境はほんの半マイル (0.8 km) ほどある。この場所はタコニック州立公園に入る森林地域であり、ダッチェス郡とを繋ぐ道路は無い。

## 人口動態
以下は2000年国勢調査による人口統計データである。
| 基礎データ - 人口: 134,953 人 - 世帯数: 56,006 世帯 - 家族数: 35,115 家族 - 人口密度: 56人/km2（145人/mi2） - 住居数: 66,301 軒 - 住居密度: 27軒/km2（71軒/mi2） 人種別人口構成（2008年時点） - 白人: 95.02% - アフリカン・アメリカン: 1.99% - ネイティブ・アメリカン: 0.15% - アジア人: 0.99% - 太平洋諸島系: 0.04% - その他の人種: 0.59% - 混血: 1.23% - ヒスパニック・ラテン系: 1.69% 先祖による構成 - イタリア系：16.5% - アイルランド系：16.4% - フランス系：10.8% - イギリス系：10.3% - ポーランド系：8.0% - ドイツ系：7.1% - アメリカ人：5.8% - フランス系カナダ人：5.1% 言語による構成 - 英語：94.1% - スペイン語：1.6% - フランス語：1.1% | 年齢別人口構成 - 18歳未満: 22.4% - 18-24歳: 8.4% - 25-44歳: 26.4% - 45-64歳: 24.9% - 65歳以上: 17.9% - 年齢の中央値: 40歳 - 性比（女性100人あたり男性の人口） - 総人口: 91.7 - 18歳以上: 88.1 世帯と家族（対世帯数） - 18歳未満の子供がいる: 27.5% - 結婚・同居している夫婦: 48.0% - 未婚・離婚・死別女性が世帯主: 11.0% - 非家族世帯: 37.3% - 単身世帯: 31.6% - 65歳以上の老人1人暮らし: 13.9% - 平均構成人数 - 世帯: 2.30人 - 家族: 2.89人 収入と家計 - 収入の中央値 - 世帯: 39,047米ドル - 家族: 50,162米ドル - 性別 - 男性: 36,692米ドル - 女性: 26,504米ドル - 人口1人あたり収入: 21,807米ドル - 貧困線以下 - 対人口: 9.5% - 対家族数: 6.5% - 18歳未満: 12.3% - 65歳以上: 7.2% |

## 都市と町
村は町の中に挙げているが、町とは別の法人化された存在ではない。
| - アダムズ町 - アルフォード町 - ベケット町 - チェシャー町 - クラークスバーグ町 - ダルトン町 - エグレモント町 - フロリダ町 - グレートバーリントン町 - フーサトニック村 - バンデューセンビル村 - ハンコック町 - ハイズデール町 - レーンズボロ町 - バークシャー村 | - リー町 - レノックス町 - レノックスデール村 - モントレー町 - マウントワシントン町 - ニューアシュフォード町 - ニューマルボロ町 - クレイトン村 - ハーツビル村 - ミルリバー村 - サウスフィールド村 - ノースアダムズ市 - オーティス町 - ペルー町 - ピッツフィールド市 | - リッチモンド町 - サンディスフィールド町 - サボイ町 - シェフィールド町 - アシュリーフォールズ村 - ストックブリッジ町 - グレンデール村 - インターラーケン村 - タイリンガム町 - ワシントン町 - ウェストストックブリッジ町 - ウィリアムズタウン町 - ウィンザー町 |